# Son Seol-min
Đây là một tên người Triều Tiên, họ là Son.
Son Seol-Min  (tiếng Hàn: 손설민; sinh ngày 26 tháng 4 năm 1990) là một cầu thủ bóng đá Hàn Quốc thi đấu ở vị trí tiền vệ cho Gangwon FC ở K League Challenge.